# Улица Паперника
У́лица Папе́рника — улица в Юго-Восточном административном округе города Москвы на территории Рязанского района. Расположена между Рязанским проспектом и улицей Юности.

## Происхождение названия
Названа 3 декабря 1966 года в честь Героя Советского Союза Л. Х. Паперника, погибшего в бою в 1942 году.

## Транспорт
Улица асфальтирована, движение двухстороннее, по 3 полосы в каждом направлении. Рядом расположены станция метро «Рязанский проспект» и платформа Вешняки Казанского направления Московской железной дороги. Над железной дорогой проходит Вешняковский путепровод, который соединяет улицу Паперника с улицей Юности. С противоположной стороны Рязанского проспекта улица Паперника переходит в Окскую улицу. На пересечении с Рязанским проспектом находится станция метро «Окская» Некрасовской линии.
По улице проходят автобусные маршруты № 51, 133, 208, 725, Вк (только в сторону Ветеринарной академии).